# Leon Birkholc
Leszek Leon Birkholc, poljski veslač, * 16. april 1904, Crone an der Brahe, Kreis Bromberg, † 26. april 1968, Kłodzko.
Birkholc je za Poljsko nastopil na Poletnih olimpijskih igrah 1928 v Amsterdamu, kjer je kot član četverca s krmarjem osvojil bronasto medaljo.